# 范凌江
范凌江（1989年10月8日—），上海人，是中国职业足球运动员，主要司职边后卫或边前卫，目前效力于青岛黄海。
范凌江从申花预备队进入一线队，2011年第一次在亚冠中出战正式比赛，2012年开始获得联赛出场机会。